# فنتون (میشیگان)
فنتون، میشیگان (به انگلیسی: Fenton, Michigan) یک شهر در ایالات متحده آمریکا با جمعیت ۱۱٬۷۵۶ نفر است که در میشیگان واقع شده‌است.

## نگارخانه

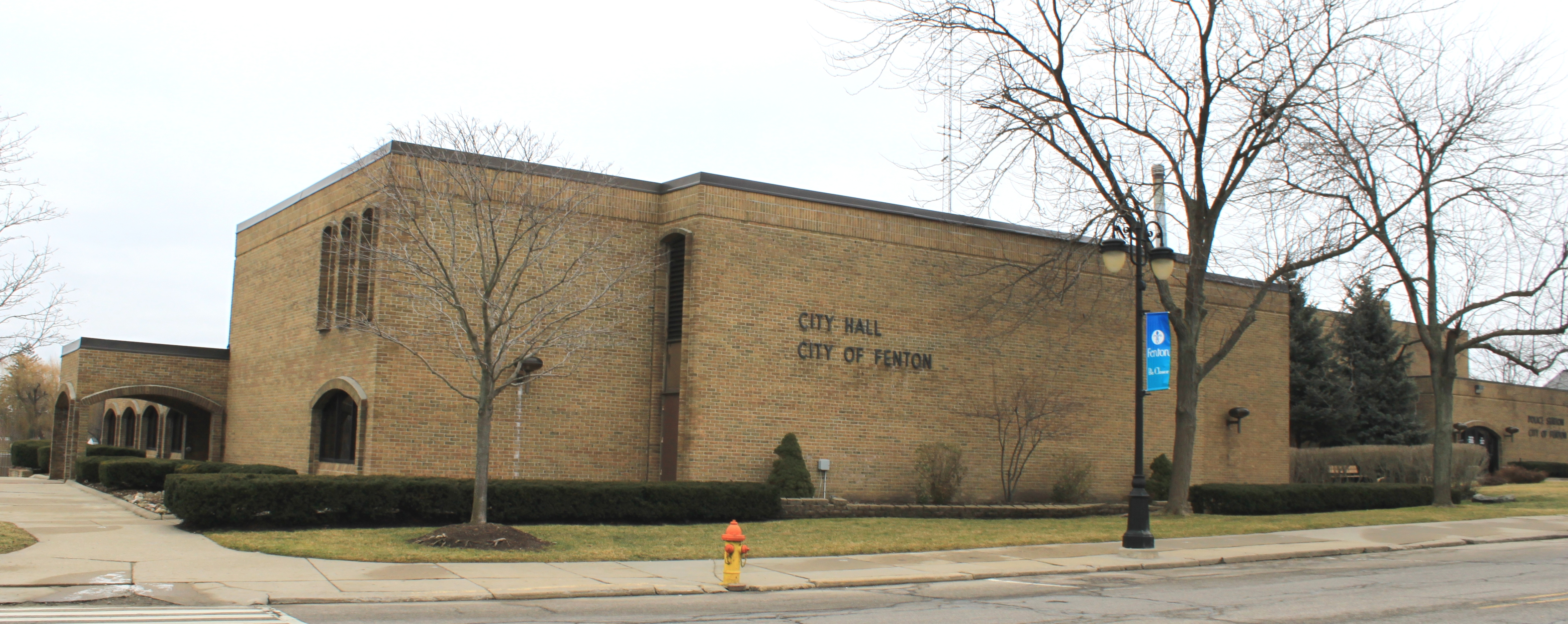
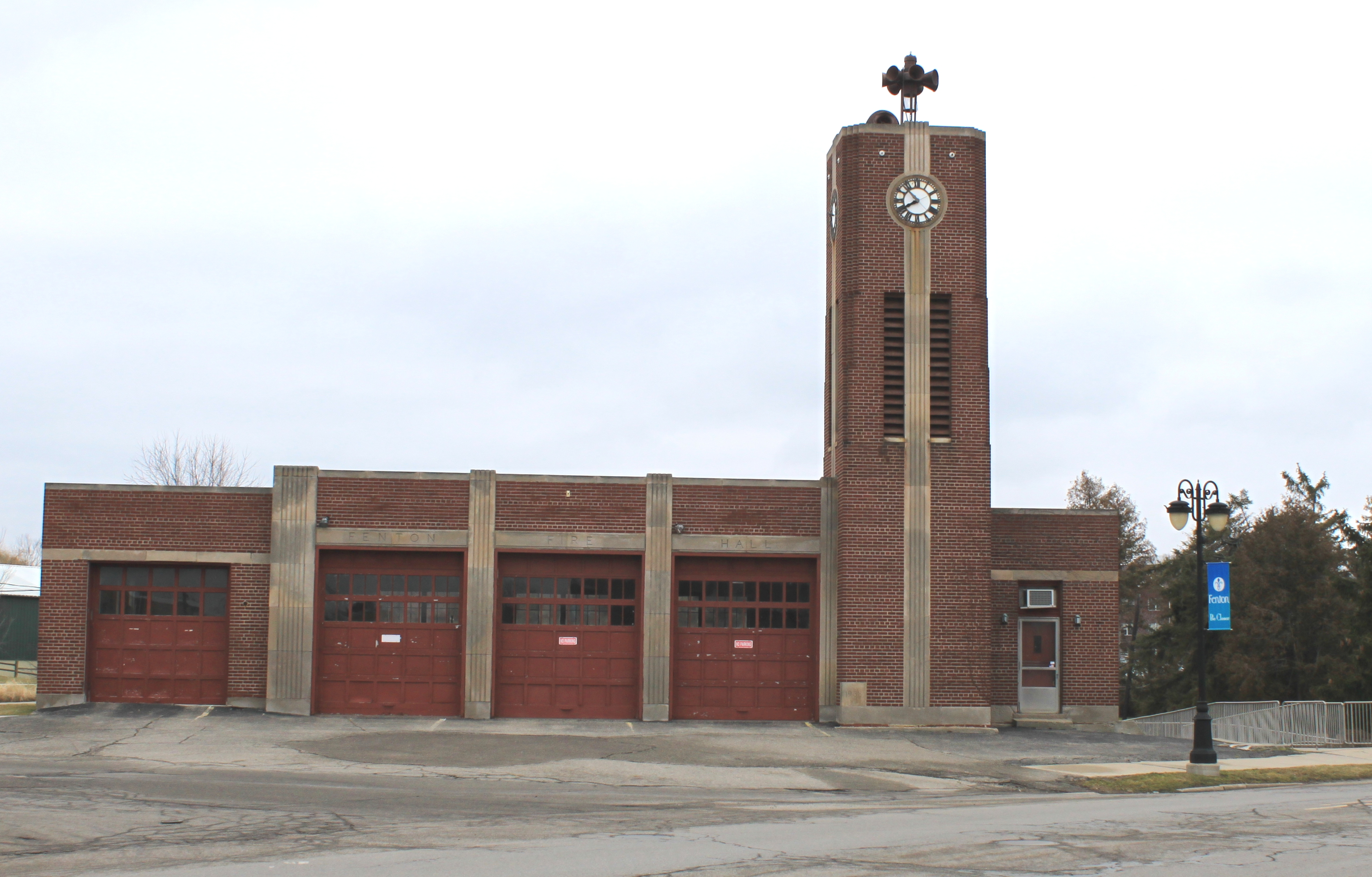
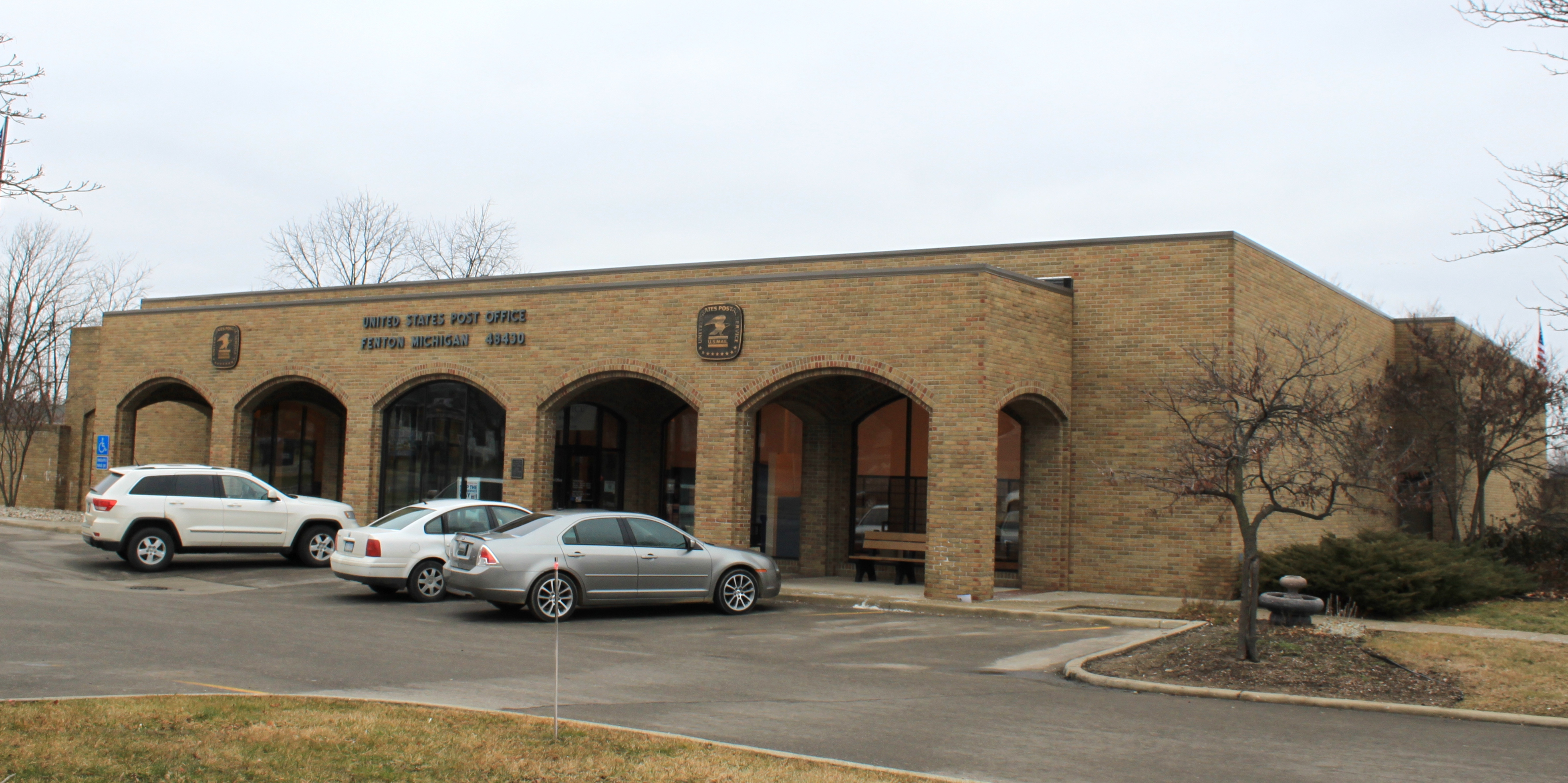
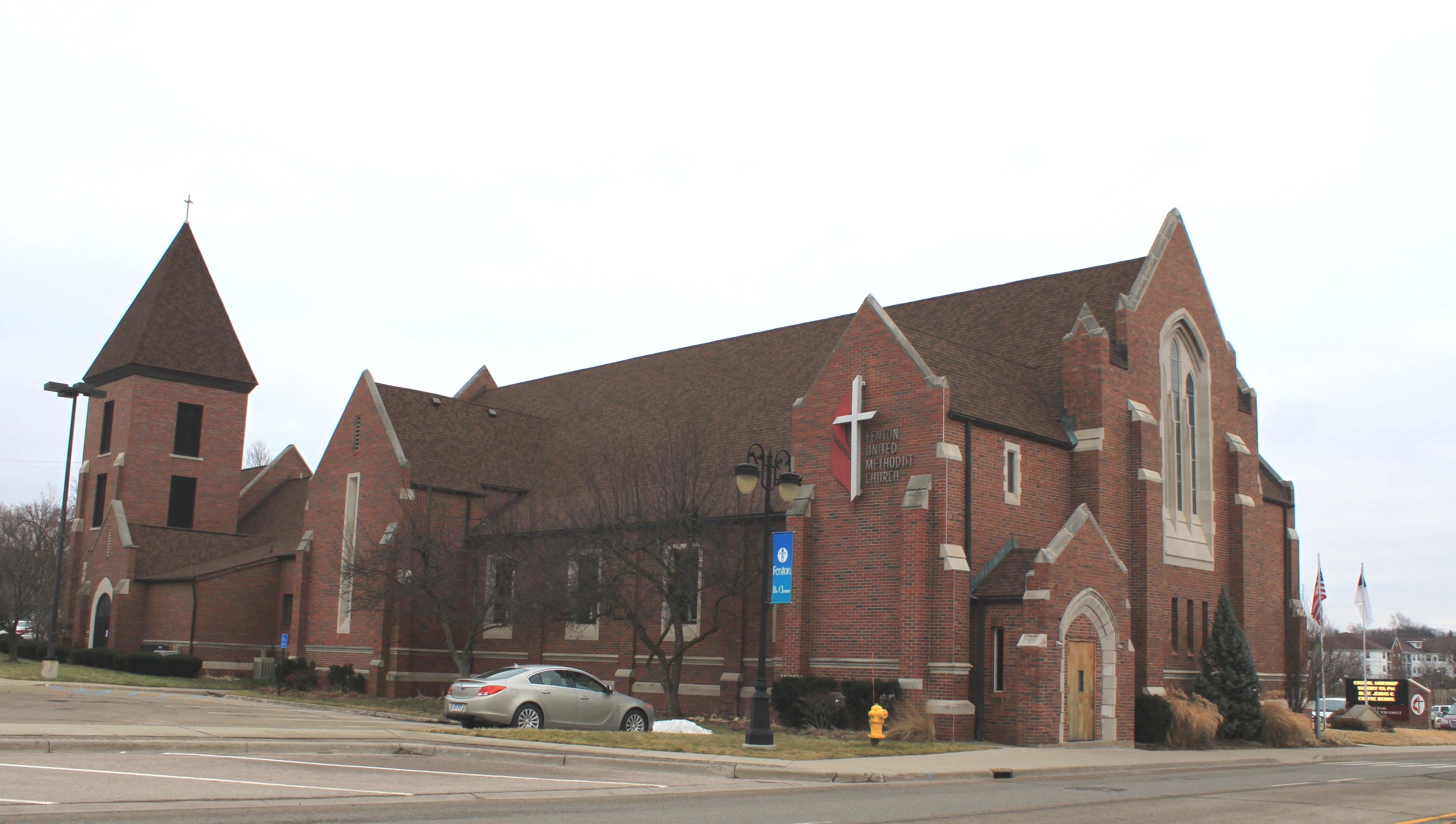
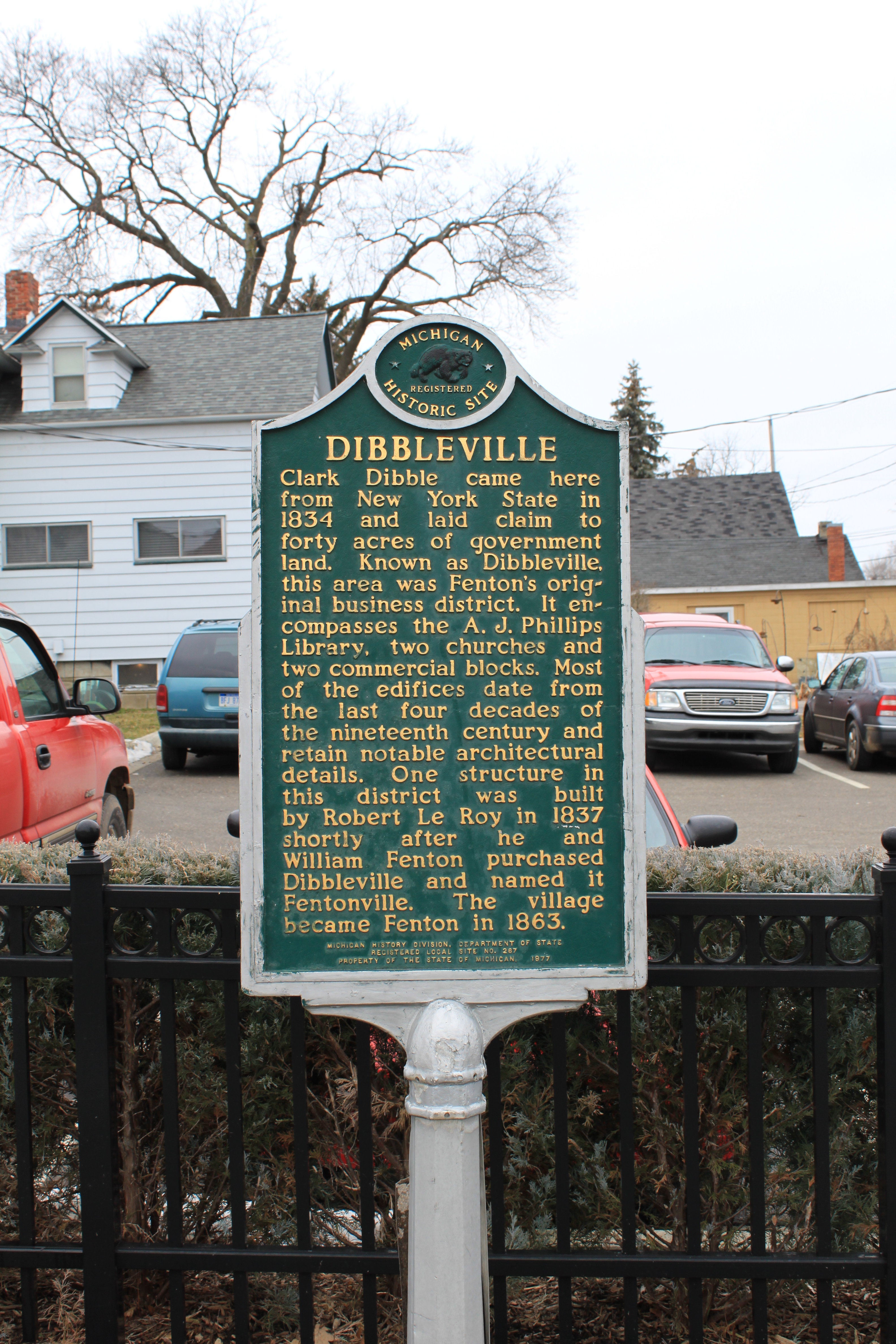
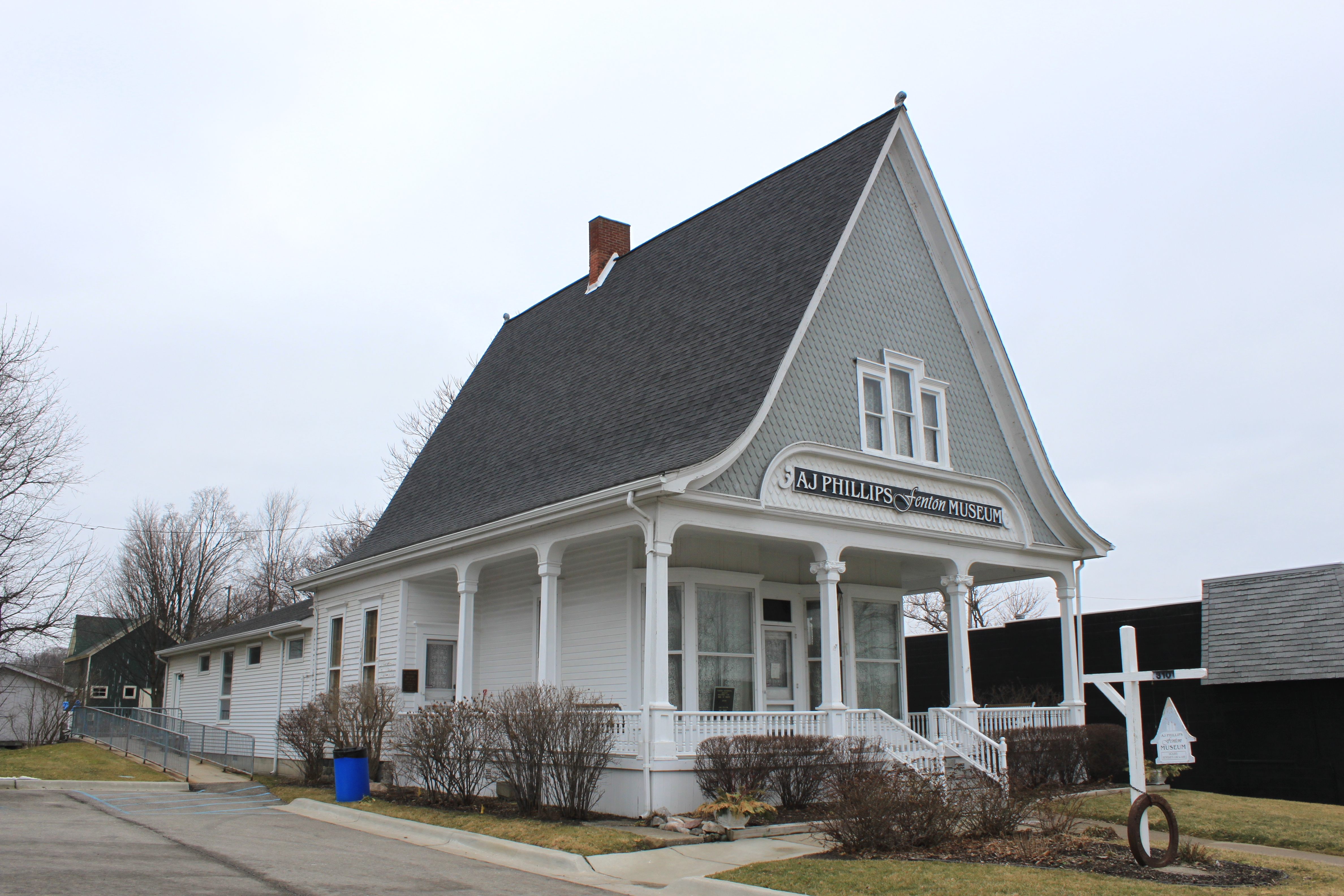